# Quebrada Agua Salada (Pan de Azúcar)
La quebrada Agua Salada es un curso natural de agua intermitente que fluye en el extremo norte de la región de Atacama para desembocar en la quebrada Pan de Azúcar poco antes de su desembocadura.
No se debe confundir con la quebrada Agua Salada (Caleta Quebrada Honda) de la Región de Coquimbo.

## Historia
Luis Risopatrón describe en su Diccionario Jeográfico de Chile dos accidentes geográficos que llevan su nombre:: 10 
Agua Salada (Quebrada del) 26° 08’ 70° 39’. De 10 017 hectáreas de hoya hidrográfica, se abre en terreno cuarcítico, corre hácia el NW i desemboca en el puerto de Pan de Azúcar, conjuntamente con la quebrada de este nombre. 98, II, p. 489 i 499 i carta de San Roman (1892); 99, p. 14; 128; 156, i 161, I, p. 14 I Salada en 137, carta II de Darapsky (1900).